# Vuk Kukuljević Sakcinski
Vuk Kukuljević Sakcinski (1705. – Zagreb, 28. studenoga 1751.) je bio hrvatski povjesničar, bogoslov, kanonik i generalni vikar Zagrebačke biskupije. Izvori mu ime bilježe i u oblicima Wolfgang i Vinko. Iz hrvatske je plemenitaške obitelji Kukuljevića Sakcinskih.
Rodio se je oko 1705. godine. Studirao je bogoslovlje na Hrvatskom kolegiju u Beču od 1724. do 1726. godine. Trebao je nastaviti školovanje u Rimu u Zavodu sv. Apolinara kamo nije otišao unatoč preporuci, jer nije bilo dovoljno mjesta.
Bio je župnikom u Subotici, u dva navrata nadzornik šuma, zatim zagrebačkim kanonikom 1735. Od 1737. do 1739. bio je rektor Hrvatskoga kolegija u Beču. Poslije je bio toplički prefekt, kaptolski dekan, opat sv. Helene od Podborja i prisjednik Sudbenoga stola, te bekšinski arhiđakon. 
Franjo Ksaver Klobušicki je 1749. postao zagrebačkim biskupom. Odmah je iste godine imenovao Kukuljevića Sakcinskog za generalnog vikara i predsjednika konzistorija Zagrebačke biskupije (rješavanje slučaja dubičke utvrde).
Bio je hrvatski sabornik, kao kaptolski predstavnik. 1737. je godine bio u saborskom izaslanstvu koje je išlo u Beč, radi žalbe "na prevelika hrvatska podavanja za ratne potrebe". 
Napisao je ispravu o padu meteorita kod Hrašćine 6. kolovoza 1751. godine. 

## Djela
Napisao je povijest Hrvatskoga kolegija u Beču Annales Seminarii primum, dein Colegii Croatici Viennensis, do danas u rukopisu, temelj svih budućih kronika ovog kolegija. Djelo je značajno jer je osim povijesti samog kolegija, kroničarski zahvatio neka zbivanja u javnom životu Hrvatske i ostatka Europe.

## Vanjske poveznice
- Geni.com